# Dante Rovai
Dante Rovai Bravo (26 de abril de 1930 - 10 de julio de 2010) fue un jugador de fútbol peruano que jugó en la posición de delantero en sus primeros años, para luego ocupar la posición de marcador por la banda izquierda; su velocidad era su principal virtud. 
Su apellido suele ser confundido como Rovay en algunas publicaciones.
En las canchas fue conocido como "El Gallo", debido a su juego fuerte y pie firme en cada jugada de marca.

## Trayectoria
Inició su carrera deportiva en el Mariscal Sucre como atacante en 1947 donde tendría una segunda y corta etapa en 1955. Rovai llegó a tienda crema  y debutó el domingo 26 de septiembre de 1948 con un triunfo, casualmente, ante su ex equipo. 
En 1949 obtuvo el título nacional tras anotar 11 goles en 16 partidos, destacando en el plantel que compartía con jugadores de la talla de «Lolo» Fernández y «Toto» Terry. El «Gallo» se caracterizaba por su gran velocidad y su buena relación con el arco rival, reflejándose en los 32 goles que anotó en los 75 partidos disputados con la «U». Además, solía hacer grandes partidos en los clásicos ante Alianza Lima a quien le anotó 5 goles en 16 encuentros. En 1952 jugó por Deportivo Municipal y luego regresó al cuadro crema hasta 1954. 
Luego de regresar al Sucre en 1955, en 1956 llegó a Sporting Cristal donde salió campeón, ya como marcador izquierdo donde su DT. Luis Tirado le dio esa nueva posición reemplazando a Alberto del Solar, en el cuadro rimense jugaría hasta 1960. Finalizó su carrera en 1962 jugando por Ciclista Lima.

## Selección Peruana
Rovai fue convocado a la Selección Peruana en 1957 y disputó 4 partidos con la «blanquirroja». Estuvo presente en las ediciones de la Copa América 1957 y 1959.

### Participaciones en Copa América
| Copa América                 | Sede      | Resultado     |
| ---------------------------- | --------- | ------------- |
| Campeonato Sudamericano 1957 | Perú      | Tercer puesto |
| Campeonato Sudamericano 1959 | Argentina | Cuarto puesto |

## Clubes
| Club                      | País | Año         |
| ------------------------- | ---- | ----------- |
| Mariscal Sucre            | Perú | 1947 - 1948 |
| Universitario de Deportes | Perú | 1948 - 1951 |
| Deportivo Municipal       | Perú | 1952        |
| Universitario de Deportes | Perú | 1953 - 1954 |
| Mariscal Sucre            | Perú | 1955        |
| Sporting Cristal          | Perú | 1956 - 1960 |
| Ciclista Lima             | Perú | 1961 - 1962 |

## Estadísticas
Datos actualizados a fin de carrera deportiva.
| Club                | Temp. | Total oficial | Total oficial |
| Club                | Temp. | PJ            | Goles         |
| ------------------- | ----- | ------------- | ------------- |
| Universitario       | 1948  | 10            | 2             |
| Universitario       | 1949  | 20            | 11            |
| Universitario       | 1950  | 16            | 6             |
| Universitario       | 1951  | 17            | 4             |
| Deportivo Municipal | 1952  | 15            | 7             |
| Universitario       | 1953  | 19            | 7             |
| Universitario       | 1954  | 9             | 1             |
| Mariscal Sucre      | 1955  | 17            | 2             |
| Sporting Cristal    | 1956  | 16            | 0             |
| Sporting Cristal    | 1957  | 21            | 1             |
| Sporting Cristal    | 1958  | 20            | 0             |
| Sporting Cristal    | 1959  | 5             | 0             |
| Sporting Cristal    | 1960  | 16            | 1             |
| Ciclista Lima       | 1962  | 1             | 0             |
| Total               | Total | 202           | 41            |

## Palmarés
| Título                    | Club                      | País | Año  |
| ------------------------- | ------------------------- | ---- | ---- |
| Primera División del Perú | Universitario de Deportes | Perú | 1949 |
| Primera División del Perú | Sporting Cristal          | Perú | 1956 |